# Лейоспороцерос
Leiosporoceros dussii — единственный вид в монотипном роде антоцеротовых мхов Лейоспороцерос (лат. Leiosporoceros). Этот вид также помещается в отдельное семейство, порядок и класс как «генетически и морфологически отличный от всех известных других антоцеротовых мхов». Эволюционный (кладистический) анализ генетических данных показал его положение в основании всех антоцеротовых мхов.
К морфологическим особенностям лейспоцероса относят необычно мелкие споры, монолитные и без насечек. Кроме того, были обнаружены особые цианобактерии рода носток (лат. Nostoc), обитающие внутри растения и растущие параллельно с ним. Мужских особей по состоянию на 1988 год обнаружено не было.